# Hrabstwo Bledsoe
Hrabstwo Bledsoe (ang. Bledsoe County) – hrabstwo w stanie Tennessee w Stanach Zjednoczonych. Obszar całkowity hrabstwa obejmuje powierzchnię 406,71 mil² (1053,37 km²). Według szacunków United States Census Bureau w roku 2009 miało 12 967 mieszkańców.
Hrabstwo powstało w 1807 roku. 
Hrabstwo należy do nielicznych hrabstw w Stanach Zjednoczonych należących do tzw. dry county, czyli hrabstw gdzie decyzją lokalnych władz obowiązuje całkowita prohibicja.

## Miasta

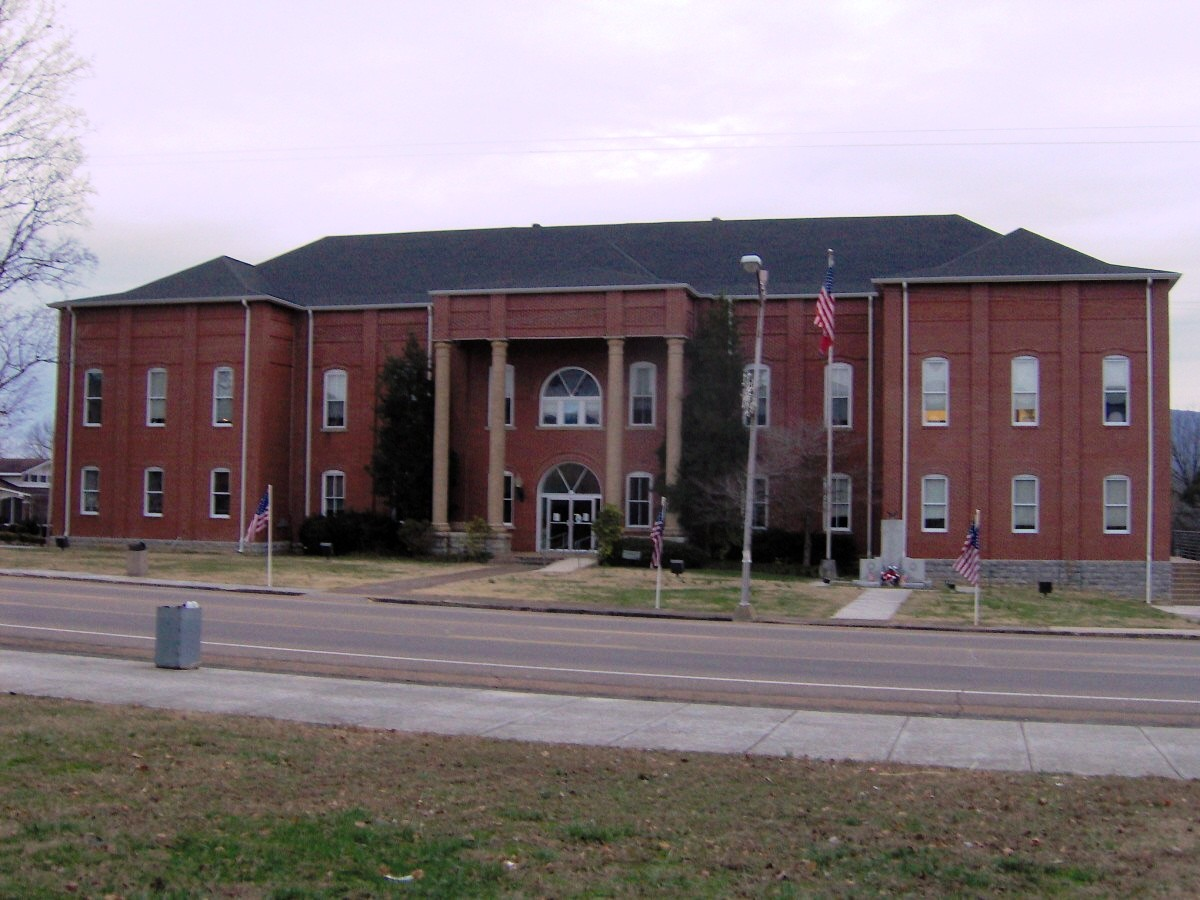
Budynek administracji hrabstwa (courthouse) w Pikeville

- Pikeville[6]